# 泉光典
泉 光典（いずみ みつのり、1977年8月23日 - ）は京都府出身の役者。現在は株式会社エコーズに所属。

## 人物
京都府出身。
現在は株式会社エコーズに所属。
山崎カズユキ・内田龍・寺井義貴らとともに、料理をふるまうユニット「皿の上警察」のメンバーとして活動。

## 出演

### 映画
- 湯を沸かすほどの熱い愛（監督：中野量太）
- 長いお別れ（監督：中野量太）
- 川越街道（監督：岡太地）
- 蘇りの恋（監督：石川真吾）
- 揺れるスカート（監督：岡元雄作）
- 沈まない三つの家（監督：中野量太）
- ゆびわのひみつ（監督：谷口雄一郎）
- 鬼灯さん家のアネキ（監督：今泉力哉）
- こっぴどい猫（監督：今泉力哉）
- ピッグダディ（監督：泉光典）[1]

### テレビ
テレビ朝日
- BG〜身辺警護人〜 第5話
- Doctor-X 外科医・大門未知子 第1話・第2話・第5話 - レギュラー記者 役

テレビ東京
- 嫌われ監察官 音無一六SP
- 東京センチメンタル 第4話

読売テレビ
- 婚活刑事 第11話・第12話
- わたし旦那をシェアしてた

### CM
- 日本ハム
- 西部そごう
- 三井住友銀行 「休日相談」篇
- JT WEB-movie
- サムスンGalaxy WEB-movie

### 舞台
- さよなら宇田川町プロデュース「ライラック」（作・演出：河西裕介）
- 「ドッグウェイ（作・演出：河西裕介）
- 「ロメロが町にやってくる」（作・演出：マキタカズオミ）
- 「ORGAN」elePHANTMoon（作・演出：マキタカズオミ）
- ひょっとこ乱舞「銀髪」「でも時々動いてるわ」「水」（作・演出：広田淳一）
- 寝れない部屋 第2回公演「途方もないが、光」（作・演出：川島大典・コピティウス）
- 寝れない部屋 第10回公演「狂っても、恋」（作・演出：川島大典・コピティウス）[2]